# Microsoft Mobile
Microsoft Mobile là một công ty sản xuất điện thoại di động và thiết bị điện toán di động đa quốc gia có trụ sở tại Espoo, Phần Lan, và hoàn toàn thuộc về công ty mẹ Microsoft. Nó là cơ quan về mặt pháp lý giám sát và là đại diện hợp pháp cho các hoạt động trong việc thiết kế, phát triển, sản xuất và phân phối điện thoại di động, điện thoại thông minh, máy tính bảng, phụ kiện và các dịch vụ liên quan. Microsoft Mobile được thành lập theo thương vụ mua lại mảng Thiết bị và Dịch vụ của Nokia bởi Microsoft, được hoàn thành vào tháng 4 năm 2014.
Microsoft Mobile có quyền bán điện thoại di động bằng nhãn hiệu Nokia như một phần của thỏa thuận 10 năm, miễn là các điện thoại đó được dựa trên nền tảng S30+ bao gồm các "điện thoại tính năng". Vào tháng 10 năm 2014, công ty thông báo rằng các điện thoại thông minh Lumia trong tương lai sẽ mang tên và logo của Microsoft thay thế cho "Nokia". Vào tháng 5 năm 2016, phần kinh doanh điện thoại tính năng nhãn hiệu Nokia còn lại của công ty được bán lại cho HMD global và Foxconn, giữ lại phần kinh doanh thương hiệu Lumia.
Microsoft Mobile là một trong nhiều bộ phận con của Microsoft, các số khác bao gồm Surface, Band, HoloLens và Xbox.